# Воропай, Евгений Викторович
Евгений Викторович Воропай — российский пловец в ластах.

## Карьера
Воспитанник ДЮСШ «Учебно-спортивный центр водных видов спорта» имени В.А. Шевелева (г. Томск).
Трёхкратный чемпион мира, трёхкратный чемпион Европы по подводному плаванию. Рекордсмен Европы и мира.

## Образование и трудовая деятельность
ТУСУР. Инженер, работает в Томском линейном производственном управлении магистральных газопроводов  ООО «Газпром трансгаз Томск».